# 岩尾裕純
岩尾 裕純（いわお やすずみ、1915年12月27日 - 1991年2月11日）は、日本の経営学者。中央大学・名古屋経済大学名誉教授。

## 生涯
岡山県出身。1940年中央大学商学部卒、1962年「中小企業の近代化」で商学博士。満州農産公社調査役、運輸調査局調査役を経て、1948年中央大学商学部講師、1950年助教授、1956年教授、商学部長、同大学企業研究所所長。1986年定年、名誉教授。名古屋経済大学教授、名誉教授。日本学術会議委員。

## 著書
- 『社会主義企業論』泉文堂 新経営学選書 1954
- 『経営技術の研究』中央大学協同組合出版局 1958
- 『中小企業の近代化』有斐閣 1961
- 『日本のビッグ・ビジネス その体質と行動様式』日本評論新社 1961
- 『企業・経営とは何か』岩波新書 1966
- 『経営経済学』丸善 経営学全書 1974
- 『経営学入門』中央大学生活協同組合出版局 1982
- 『天皇制と日本的経営』大月書店 1992

### 共編著
- 『ビッグ・ビジネスと開放体制 その実態と方向』編 日本評論社 1965
- 『講座経営理論』全3巻　編著 中央経済社 1972-1974
- 『七〇年代の日本中小企業』市川弘勝共編著 新評論 1972
- 『現代経営学の課題 中村常次郎先生還暦記念論文集』高宮晋,諸井勝之助共編 有斐閣 1974
- 『日本のエネルギー問題』編 時事通信社 市民の学術双書 1974
- 『日本のエネルギー』清水浩共編 共立出版 1977
- 『日本の鉱物資源』黒田吉益共編 共立出版 1977
- 『大企業の営業秘密』編 新日本出版社 1978
- 『多国籍企業経営論』編著 日本評論社 経営会計全書 1979
- 『転換期の企業行動』松本正徳,林正樹共著 東研 1979

### 翻訳
- グビシアニ『組織と管理』監訳 ミネルヴァ書房 1974-1975